# Liste der Monuments historiques in Bar-sur-Seine
Die Liste der Monuments historiques in Bar-sur-Seine führt die Monuments historiques in der französischen Gemeinde Bar-sur-Seine auf.

## Liste der Immobilien
| Bezeichnung                          | Beschreibung | Standort                           | Kennzeichnung | Schutzstatus | Datum | Bild           |
| ------------------------------------ | --- | ---------------------------------- | ------------- | ------------ | ----- | -------------- |
| Kirche St-Étienne                    | aus dem 16. und 17. Jahrhundert | Place de l’Église (Lage)           | PA00078045    | Classé       | 1907  | weitere Bilder |
| Château de Bar-sur-Seine             | Torhaus und Mauerzüge der Burg, 13. Jahrhundert, 1594 zerstört                                                                                             | westlich oberhalb der Stadt (Lage) | PA00078044    | Inscrit      | 1982  | weitere Bilder |
| Wohnhaus                             | Fachwerkhaus, 16. Jahrhundert | 19 rue de la République (Lage)     | PA00078046    | Inscrit      | 1926  | weitere Bilder |
| Kapelle der Kommende von Avalleur    | Templerkommende, um 1167 gegründet, 1312 an den Johanniterorden übertragen; nach der Französischen Revolution als Nationalgut versteigert, heute Bauernhof | Avalleur, la Commanderie (Lage)    | PA00078043    | Classé       | 1921  | weitere Bilder |
| Porte de Châtillon                   | Stadttor, 17. Jahrhundert | Faubourd de Châtillon (Lage)       | PA00078047    | Inscrit      | 1926  | weitere Bilder |
| Taubenturm der Domaine de Villeneuve | Direktorenhaus einer ehemaligen Papiermühle, Mitte des 19. Jahrhunderts im italienisierenden Stil erbaut                                                   | südlich der Stadt (Lage)           | PA00132583    | Inscrit      | 1994  | weitere Bilder |

## Liste der Objekte
| Bezeichnung                                                                      | Beschreibung | Standort                        | Kennzeichnung | Schutzstatus | Datum     | Bild           |
| -------------------------------------------------------------------------------- | --- | ------------------------------- | ------------- | ------------ | --------- | -------------- |
| Drei Reliefs: Drei Marien, Anbetung der Könige und Marientod                     | Marmor, vergoldet, 16. Jahrhundert; Francesco Primaticcio oder Jacques Juliot zugeschrieben                                                            | in der Kirche St-Étienne (Lage) | PM10000187    | Classé       | 1897      |                |
| Orgel                                                                            | Ensemble aus PM10000191 und PM10000193 | in der Kirche St-Étienne (Lage) | PM10004970    | Classé       | 1960 1973 | weitere Bilder |
| Orgelprospekt                                                                    | 1734 von Pierre Collot für die Kirche St-Jacques des Klosters Notre-Dame aux Nonnains in Troyes gebaut, 1746 ergänzt; 1793 nach Bar-sur-Seine verkauft | in der Kirche St-Étienne (Lage) | PM10000191    | Classé       | 1960      | weitere Bilder |
| Instrumentalteil der Orgel                                                       | 1738 bis 1740 von François Mangin für die Kirche St-Jacques des Klosters Notre-Dame aux Nonnains in Troyes gebaut; 1793 nach Bar-sur-Seine verkauft    | in der Kirche St-Étienne (Lage) | PM10000193    | Classé       | 1973      |                |
| Gemälde Martyrium des heiligen Stephan                                           | Ölfarbe auf Leinwand, 1636 von Joachim Duviert | in der Kirche St-Étienne (Lage) | PM10000196    | Classé       | 1975      |                |
| Skulptur Johannes der Täufer                                                     | Kalkstein, farbig gefasst und vergoldet, 16. Jahrhundert                                                                                               | in der Kirche St-Étienne (Lage) | PM10000202    | Classé       | 1975      |                |
| Relief Grablegung                                                                | Alabaster, vergoldet, 16. Jahrhundert | in der Kirche St-Étienne (Lage) | PM10000213    | Classé       | 1975      |                |
| Gemälde Translation der Reliquien des heiligen Stephan                           | Ölfarbe auf Leinwand, 18. Jahrhundert | in der Kirche St-Étienne (Lage) | PM10000215    | Classé       | 1975      |                |
| Zehn Tafelbilder                                                                 | mit Szenen aus dem Marienleben und aus dem Leben des heiligen Joachim, der heiligen Anna und des heiligen Nikolaus; Ölfarbe auf Holz, 16. Jahrhundert  | in der Kirche St-Étienne (Lage) | PM10004191    | Inscrit      | 1975      |                |
| Drei Gemälde: Anbetung der Hirten, heilige Familie und Maria Magdalena           | Ölfarbe auf Leinwand, 17. Jahrhundert | in der Kirche St-Étienne (Lage) | PM10004247    | Inscrit      | 1975      |                |
| Skulptur Heiliger Sebastian                                                      | Holz, farbig gefasst, 17. Jahrhundert | in der Kirche St-Étienne (Lage) | PM10004286    | Inscrit      | 1975      |                |
| Skulptur Petrus                                                                  | Alabaster, vergoldet, Ende des 16. Jahrhunderts | in der Mairie (Lage)            | PM10003051    | Classé       | 1975      |                |
| Gemälde einer Heiligen                                                           | Ölfarbe auf Leinwand, 17. Jahrhundert | in der Kirche St-Étienne (Lage) | PM10004197    | Inscrit      | 1975      |                |
| Gemälde Novizin empfängt den Skapulier                                           | Ölfarbe auf Leinwand, 17. oder 18. Jahrhundert | in der Kirche St-Étienne (Lage) | PM10004206    | Inscrit      | 1975      |                |
| Gemälde Marienvision des heiligen Bernhard                                       | Ölfarbe auf Leinwand, 18. Jahrhundert | in der Kirche St-Étienne (Lage) | PM10004245    | Inscrit      | 1975      |                |
| Skulpturengruppe Heilige Crispinus und Crispinianus                              | Eichenholz, farbig gefasst, 16. Jahrhundert | in der Mairie (Lage)            | PM10000194    | Classé       | 1975      |                |
| Skulptur Heilige Margaretha                                                      | Holz, farbig gefasst und vergoldet, zweite Hälfte des 16. Jahrhunderts                                                                                 | in der Kirche St-Étienne (Lage) | PM10000198    | Classé       | 1975      |                |
| Gemälde Porträt von Anna von Österreich                                          | Ölfarbe auf Holz, um 1650 | in der Kirche St-Étienne (Lage) | PM10000199    | Classé       | 1975      |                |
| Adlerpult                                                                        | Eichenholz, vergoldet, 18. Jahrhundert | in der Kirche St-Étienne (Lage) | PM10000211    | Classé       | 1975      |                |
| Sessel                                                                           | Eichenholz, bemalt, zweite Hälfte des 18. Jahrhunderts                                                                                                 | in der Kirche St-Étienne (Lage) | PM10000218    | Classé       | 1975      |                |
| Marienaltar                                                                      | Altartisch und Retabel; Gips und Stein, farbig gefasst und vergoldet, 18. und 19. Jahrhundert; zugehörig PM10004236 und PM10004237                     | in der Kirche St-Étienne (Lage) | PM10004181    | Inscrit      | 1975      |                |
| Gemälde Beweinung Christi                                                        | Ölfarbe auf Leinwand, 18. Jahrhundert; nach Anton van Dyck                                                                                             | in der Kirche St-Étienne (Lage) | PM10004236    | Inscrit      | 1975      |                |
| Skulptur Madonna mit Kind                                                        | Eichenholz, farbig gefasst und vergoldet, 18. Jahrhundert                                                                                              | in der Kirche St-Étienne (Lage) | PM10004237    | Inscrit      | 1975      |                |
| 12 Altarleuchter                                                                 | Bronze, vergoldet, 19. Jahrhundert | in der Kirche St-Étienne (Lage) | PM10000209    | Classé       | 1975      |                |
| Skulptur Heiliger Rochus                                                         | Eichenholz, farbig gefasst, 16. Jahrhundert | in der Kirche St-Étienne (Lage) | PM10004184    | Inscrit      | 1975      |                |
| Skulptur Heiliger Vinzenz                                                        | Holz, farbig gefasst und vergoldet, 18. Jahrhundert | in der Kirche St-Étienne (Lage) | PM10004190    | Inscrit      | 1975      |                |
| Skulptur Heilige Regina                                                          | Kalkstein, übertüncht, 16. Jahrhundert | in der Kirche St-Étienne (Lage) | PM10004192    | Inscrit      | 1975      |                |
| Skulptur Heiliger Nikolaus                                                       | Holz, farbig gefasst und vergoldet, 18. Jahrhundert | in der Kirche St-Étienne (Lage) | PM10004194    | Inscrit      | 1975      |                |
| Taufbecken                                                                       | Marmor, Kupfer, 18. Jahrhundert | in der Kirche St-Étienne (Lage) | PM10004241    | Inscrit      | 1975      |                |
| Zwei Gemälde: Heilige Johanna Franziska von Chantal und heiliger Franz von Sales | Ölfarbe auf Leinwand, 17. Jahrhundert | in der Kirche St-Étienne (Lage) | PM10004246    | Inscrit      | 1975      |                |
| Zwei Leuchter                                                                    | Eichenholz, bemalt und vergoldet, 19. Jahrhundert | in der Kirche St-Étienne (Lage) | PM10004242    | Inscrit      | 1975      |                |
| Kirchenfenster                                                                   | aus dem 16. Jahrhundert | in der Kirche St-Étienne (Lage) | PM10000186    | Classé       | 1907      | weitere Bilder |
| Pietà                                                                            | Kalkstein, einfarbig gefasst, Anfang des 16. Jahrhunderts                                                                                              | in der Kirche St-Étienne (Lage) | PM10000192    | Classé       | 1960      |                |
| Gemälde Martyrium des heiligen Dionysius                                         | Ölfarbe auf Leinwand, 18. Jahrhundert, von Pierre Cossard                                                                                              | in der Kirche St-Étienne (Lage) | PM10000197    | Classé       | 1975      |                |
| Gemälde Drei Marien                                                              | Ölfarbe auf Leinwand, 17. Jahrhundert | in der Kirche St-Étienne (Lage) | PM10000200    | Classé       | 1975      |                |
| Skulptur Paulus                                                                  | Alabaster, vergoldet, Ende des 16. Jahrhunderts | in der Mairie (Lage)            | PM10000204    | Classé       | 1975      |                |
| Schranke des Mönchchores                                                         | Schmiedeeisen, vergoldet, 18. Jahrhundert | in der Kirche St-Étienne (Lage) | PM10000207    | Classé       | 1975      |                |
| Stephansaltar                                                                    | Altartisch und Retabel; Marmor, Holz, farbig gefasst und vergoldet, 18. Jahrhundert                                                                    | in der Kirche St-Étienne (Lage) | PM10000214    | Classé       | 1975      |                |
| Choraltar                                                                        | Altartisch und Altaraufbau mit Tabernakel und Exposition; Marmor, Holz, farbig gefasst und vergoldet, 18. Jahrhundert                                  | in der Kirche St-Étienne (Lage) | PM10000216    | Classé       | 1975      |                |
| Altar der Chapelle des Menants                                                   | Altartisch und Retabel; Eichenholz, farbig gefasst und vergoldet, 17. Jahrhundert; zugehörig PM10003053 und PM10003054                                 | in der Kirche St-Étienne (Lage) | PM10000217    | Classé       | 1975      |                |
| Gemälde Begegnung an der goldenen Pforte                                         | Ölfarbe auf Holz, 17. Jahrhundert | in der Kirche St-Étienne (Lage) | PM10003053    | Classé       | 1975      |                |
| Gemälde Darstellung des Herrn                                                    | Ölfarbe auf Leinwand, 1732 von Guillemin | in der Kirche St-Étienne (Lage) | PM10003054    | Classé       | 1975      |                |
| Kommuniontisch                                                                   | Schmiedeeisen, vergoldet, 18. Jahrhundert | in der Kirche St-Étienne (Lage) | PM10003052    | Classé       | 1975      |                |
| Skulpturengruppe Unterweisung Mariens (1)                                        | Kalkstein, weiß gefasst und vergoldet, Mitte des 16. Jahrhunderts; Domenico del Barbieri oder seiner Werkstatt zugeschrieben                           | in der Kirche St-Étienne (Lage) | PM10000189    | Classé       | 1897      | weitere Bilder |
| Skulptur Christus in der Rast                                                    | Holz, farbig gefasst, 17. Jahrhundert | in der Kirche St-Étienne (Lage) | PM10000190    | Classé       | 1939      |                |
| Zwei Kollektenschalen                                                            | Silber, 17. oder 18. Jahrhundert | im Pfarrhaus (Lage)             | PM10000195    | Classé       | 1975      |                |
| Relief Mariä Himmelfahrt                                                         | Alabaster, 16. Jahrhundert | in der Kirche St-Étienne (Lage) | PM10000203    | Classé       | 1975      |                |
| Hauptaltar                                                                       | Altartisch, Altaraufbau und Tabernakel; Marmor, Holz, vergoldet, 18. Jahrhundert                                                                       | in der Kirche St-Étienne (Lage) | PM10000206    | Classé       | 1975      |                |
| Skulpturengruppe Unterweisung Mariens (2)                                        | Kalkstein, weiß gefasst, zweite Hälfte des 16. Jahrhunderts                                                                                            | in der Kirche St-Étienne (Lage) | PM10000219    | Classé       | 1981      |                |
| Skulpturengruppe Unterweisung Mariens (3)                                        | Kalkstein, farbig gefasst, 16. Jahrhundert | in der Kirche St-Étienne (Lage) | PM10004182    | Inscrit      | 1975      |                |
| Gemälde Herz Jesu                                                                | Ölfarbe auf Leinwand, um 1775 | in der Kirche St-Étienne (Lage) | PM10004185    | Inscrit      | 1975      |                |
| Skulptur Heiliger Ficarius                                                       | Kalkstein, farbig gefasst, 16. Jahrhundert | in der Kirche St-Étienne (Lage) | PM10004186    | Inscrit      | 1975      |                |
| Skulptur Heiliger Augustinus                                                     | Holz, farbig gefasst und vergoldet, 16. Jahrhundert | in der Kirche St-Étienne (Lage) | PM10004188    | Inscrit      | 1975      |                |
| Gemälde Taufe Christi (1)                                                        | Ölfarbe auf Holz, 17. Jahrhundert | in der Kirche St-Étienne (Lage) | PM10004189    | Inscrit      | 1975      |                |
| Gemälde Tribut an Cäsar                                                          | Ölfarbe auf Leinwand, 17. Jahrhundert | in der Kirche St-Étienne (Lage) | PM10004198    | Inscrit      | 1975      |                |
| Kruzifix                                                                         | Holz, farbig gefasst, 17. Jahrhundert | in der Kirche St-Étienne (Lage) | PM10004202    | Inscrit      | 1975      |                |
| Heiliger-Ivo-Altar                                                               | Retabel und Gemälde; Eichenholz, farbig gefasst und vergoldet, sowie Ölfarbe auf Leinwand, 18. Jahrhundert                                             | in der Kirche St-Étienne (Lage) | PM10004203    | Inscrit      | 1975      |                |
| Gemälde Anbetung des heiligen Sakraments                                         | Ölfarbe auf Holz, Anfang des 17. Jahrhunderts | in der Kirche St-Étienne (Lage) | PM10004238    | Inscrit      | 1975      |                |
| Gemälde Taufe Christi (2)                                                        | Ölfarbe auf Leinwand, vergoldeter Holzrahmen, 18. Jahrhundert; nach Raffael                                                                            | in der Kirche St-Étienne (Lage) | PM10004239    | Inscrit      | 1975      |                |
| Skulptur Heilige Barbara                                                         | Kalkstein, farbig gefasst, 19. Jahrhundert | in der Kirche St-Étienne (Lage) | PM10004207    | Inscrit      | 1981      |                |
| Gemälde Kreuzabnahme                                                             | Ölfarbe auf Holz, zweite Hälfte des 16. Jahrhunderts                                                                                                   | in der Kirche St-Étienne (Lage) | PM10004180    | Inscrit      | 1975      |                |
| Gemälde Unterweisung Mariens                                                     | Ölfarbe auf Leinwand, 1842 von Pierre-Eugène Maison | in der Kirche St-Étienne (Lage) | PM10004183    | Inscrit      | 1975      |                |
| Skulptur Heiliger Eligius                                                        | Holz, farbig gefasst und vergoldet, 16. Jahrhundert | in der Kirche St-Étienne (Lage) | PM10004187    | Inscrit      | 1975      |                |
| Kirchenbänke                                                                     | Eichenholz, 1692 | in der Kirche St-Étienne (Lage) | PM10004193    | Inscrit      | 1975      |                |
| Zwei Weihwasserbecken                                                            | Gusseisen, 16. Jahrhundert | in der Kirche St-Étienne (Lage) | PM10004195    | Inscrit      | 1975      |                |
| Gemälde Prophet                                                                  | Ölfarbe auf Leinwand, nicht datiert | in der Kirche St-Étienne (Lage) | PM10004196    | Inscrit      | 1975      |                |
| Petrusaltar                                                                      | Altartisch und Retabel; Eichenholz, farbig gefasst, 18. Jahrhundert; zugehörig PM10004248                                                              | in der Kirche St-Étienne (Lage) | PM10004199    | Inscrit      | 1975      |                |
| Gemälde Petrus                                                                   | Ölfarbe auf Leinwand, 18. Jahrhundert | in der Kirche St-Étienne (Lage) | PM10004248    | Inscrit      | 1975      |                |
| Epitaph für Claude und Denis Coqueley                                            | Marmor, bezeichnet 1745 und 1749 | in der Kirche St-Étienne (Lage) | PM10004200    | Inscrit      | 1975      |                |
| Gemälde Jesus fällt unter dem Kreuz                                              | Ölfarbe auf Leinwand, bezeichnet 1609 | in der Kirche St-Étienne (Lage) | PM10004201    | Inscrit      | 1975      |                |
| Vier Leuchter                                                                    | Holz, vergoldet, 18. oder 19. Jahrhundert | in der Kirche St-Étienne (Lage) | PM10004204    | Inscrit      | 1975      |                |
| Passionsaltar                                                                    | Altartisch und Retabel; Marmor, Eichenholz und Gips, farbig gefasst und vergoldet, erste Hälfte des 19. Jahrhunderts                                   | in der Kirche St-Étienne (Lage) | PM10004205    | Inscrit      | 1975      |                |
| Zwei Skulpturen: Heiliger Rochus und heiliger Sebastian                          | Holz, farbig gefasst und vergoldet, 16. oder 17. Jahrhundert                                                                                           | in der Kirche St-Étienne (Lage) | PM10004240    | Inscrit      | 1975      |                |
| Prozessionsstab Heiliger Rochus                                                  | Holz, farbig gefasst, 16. Jahrhundert | in der Kirche St-Étienne (Lage) | PM10004243    | Inscrit      | 1975      |                |
| Skulptur Mariä Himmelfahrt                                                       | Holz, farbig gefasst und vergoldet, 17. Jahrhundert | in der Kirche St-Étienne (Lage) | PM10004244    | Inscrit      | 1975      |                |
| Vier Reliefs mit Szenen aus dem Leben des heiligen Stephan                       | Alabaster, farbig gefasst, 16. Jahrhundert, von Domenico del Barbieri; vom Lettner der 1791 abgebrochenen Kirche St-Étienne in Troyes                  | in der Kirche St-Étienne (Lage) | PM10000188    | Classé       | 1897      |                |
| Chorgestühl                                                                      | Eichenholz, 17. Jahrhundert | in der Kirche St-Étienne (Lage) | PM10000205    | Classé       | 1975      |                |
| Bank für den Gemeindevorstand                                                    | Eichenholz, 17. Jahrhundert | in der Kirche St-Étienne (Lage) | PM10000208    | Classé       | 1975      |                |
| Kanzel                                                                           | Eichenholz, um 1689 | in der Kirche St-Étienne (Lage) | PM10000210    | Classé       | 1975      |                |
| Acht Reliefs mit Szenen aus dem Marienleben                                      | Alabaster oder Marmor, 16. Jahrhundert | in der Kirche St-Étienne (Lage) | PM10000212    | Classé       | 1975      |                |
| Skulpturengruppe Heiliger Joseph mit Jesusknaben                                 | Kalkstein, Mitte des 16. Jahrhunderts; Domenico del Barbieri oder seiner Werkstatt zugeschrieben                                                       | in der Kirche St-Étienne (Lage) | PM10003050    | Classé       | 1897      | weitere Bilder |
| Skulptur Heilige Katharina                                                       | Kalkstein, farbig gefasst, 19. Jahrhundert | in der Kirche St-Étienne (Lage) | PM10004208    | Inscrit      | 1981      |                |